# Віреон білочеревий
Віреон білочеревий (Vireo flavoviridis) — вид горобцеподібних птахів родини віреонових (Vireonidae).

## Поширення
Птах гніздиться від південно-східного кордону США через Мексику, Гватемалу, Беліз, Сальвадор, Гондурас, Нікарагуа, Коста-Рику до Панами. Взимку мігрує на північний захід Південної Америки через Венесуелу, Колумбію, Еквадор, Перу, захід Бразилії до Болівії. Випадкові птахи спостерігались на Барбадосі та Сент-Люсії. Його середовище проживання — тропічні та субтропічні низинні тропічні ліси, переважно до 1500 метрів над рівнем моря.

## Опис
Дрібний птах, завдовжки 14–14,7 см і вагою 18,5 г. Він має верхню частину оливково-зеленого кольору і сіру крону з темно-сірими краями. Від дзьоба до червоно-карих очей є темна смуга і біла надбрівна смуга. Нижня частина біла з жовтими грудками і боками.

## Підвиди
Включає 5 підвидів:
- V. f. hypoleucus Van Rossem & Hachisuka, 1937 — північний захід Мексики.
- V. f. flavoviridis (Cassin, 1851) — північно-центральна та північно-східна Мексика, Цегьральна Америка
- V. f. forreri Madarász, 1885 — острів Маріас (західна Мексика)
- V. f. perplexus (Phillips, AR, 1991) — північ Гватемали
- V. f. vanrossemi (Phillips, AR, 1991) — південний схід Сальвадору